# 萨米·优素夫
薩米·優素夫（1969年9月4日—）是新加坡資深媒體人、演員、喜劇演員與主持人，以幽默風趣的表演風格與豐富的媒體經歷聞名。他活躍於廣播、電視與現場舞台，自1990年代以來擔任多個綜藝節目與戲劇作品的要角，深受觀眾喜愛。

## 簡介
他最為人所知的角色包括新加坡國營電視台頻道5喜劇節目《The Noose》中的誇張新聞主播「Jojo Joget」、《Police & Thief》中的沙賓蘇丹，也曾演出多部本地電視劇及電影，例如《肥肥一家亲》、《我們的故事》系列與《沉默的年代》系列。除幕前演出外，他亦從事廣播節目主持，並積極參與社區文化活動。
此外，薩米·優素夫也活躍於廣播電台（如早期電台節目 Majulah Remaja），主持節目長達數十年，並曾獲得包括「亞洲電視獎最喜劇表演男演員獎」（2011）等多項獎項。
薩米·優素夫是新加坡馬來社群的代表性藝人之一，長年致力於推廣本地原創內容與跨文化幽默，亦曾多次擔任國家級活動主持人，包括新加坡國慶慶典與慈善籌款晚會等。

## 經歷
薩米·優素夫於1969年9月4日出生於新加坡榜鵝，家中排行第七，共有九名兄弟姊妹。自小在新加坡馬來社區成長，對表演與廣播懷有濃厚興趣。他在中學參與教師安排的老師節短劇「Montfort Jackson」模仿演出，初展表演潛質年少時期即參與校園演講比賽與戲劇演出，展現出過人的表演天分。他大學畢業後，隨後進入新加坡電台工作，開始其廣播與媒體生涯。
1990年代初期，薩米在本地馬來語廣播節目《Majulah Remaja》中擔任主持人，以熱情親和的風格迅速走紅，成為新一代青年偶像。其後轉戰電視圈，參演多部電視劇與情境喜劇，其中以新加坡國營電視台Channel 5製作的英語喜劇節目《The Noose》最為人熟知。在該節目中，他飾演多個誇張角色，如“Jojo Joget”與“B.B. See”，憑藉犀利諷刺的新聞模仿與幽默表現，獲得亞洲電視獎最佳喜劇表演提名。
除電視演出外，薩米亦活躍於電影圈，參與導演梁志強執導的電影系列《我們的故事》與《我們的故事之沉默的年代》（The Diam Diam Era），扮演重要角色，詮釋早期新加坡社會的馬來族群生活與文化。他亦曾參與中文與英語節目，如《Random Island》、《Police & Thief》等，展現多語言演出能力。
在舞台與社區活動方面，薩米常擔任主持人與嘉賓，參與國慶典禮、社區義演與跨族群文化推廣活動。他亦為《國家環保運動日》、《慈善電視晚會》等大型公共活動擔任司儀，致力於社會溝通與公益事業。
截至2020年代，薩米·優素夫仍積極參與多項本地創作與電視製作，同時經營自己的媒體培訓與活動公司，推動新加坡青年投身傳媒創意產業。
2021年，薩米·優素夫完成广播媒体制作学位（英国提赛德大学通过MDIS学院授予），并于2022年取得荣誉学位。同期他女儿于南洋理工大学毕业，两人共同庆祝大学毕业。